# Cantone dei cavalieri del Medio Reno
Il cantone dei cavalieri del Medio Reno (tedesco: Ritterkanton Mittelrhein) fu un circolo di cavalieri del Sacro Romano Impero appartenente al Circolo dei cavalieri della Renania.

## Confini
L'area del cantone del Medio Reno si estendeva lungo la regione del Medio Reno, in Renania.

## Storia

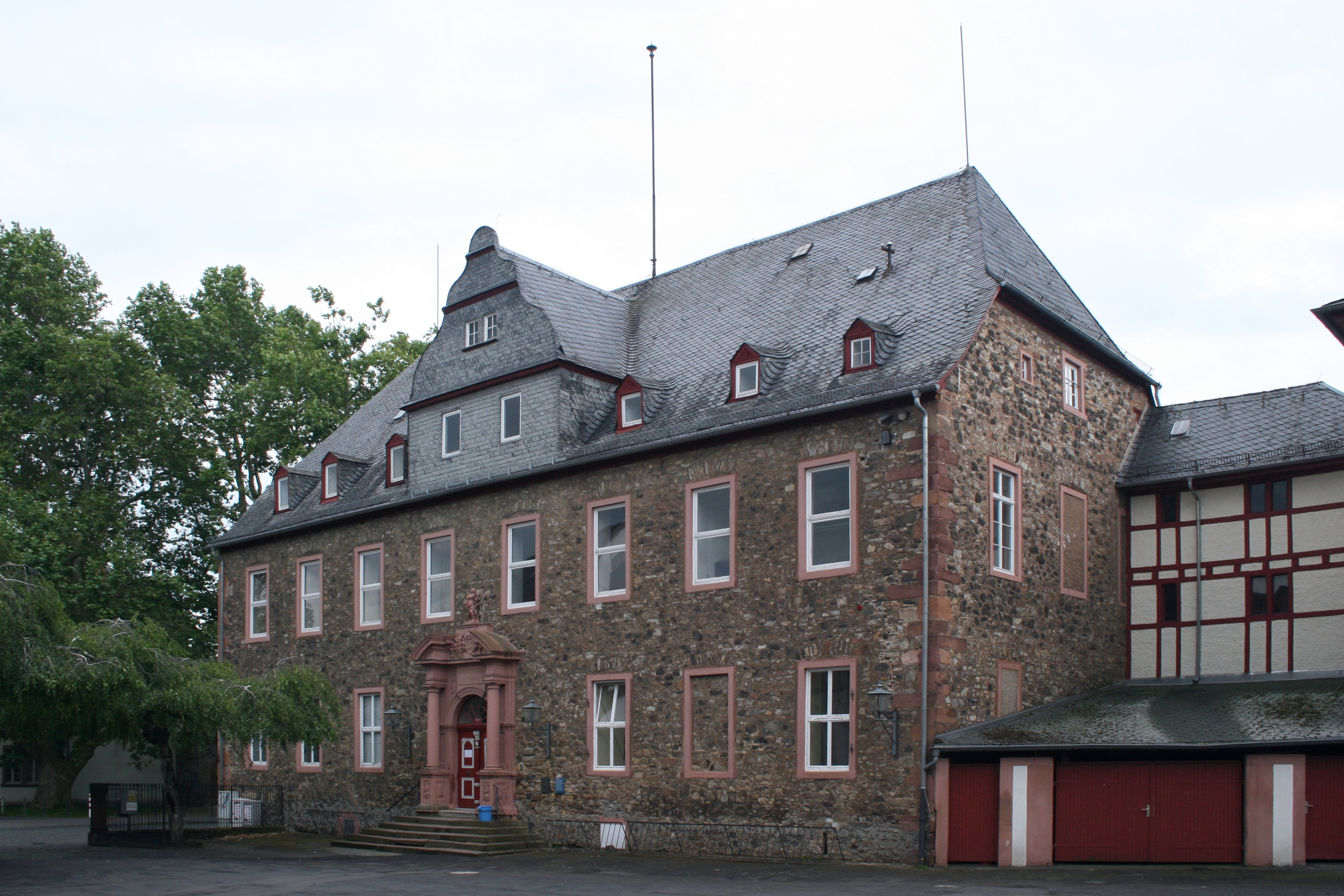
La sede del cavalierato del Medio Reno in un edificio costruito nel 1512 e posto all'interno del Castello di Friedberg.

Il cantone dei cavalieri del Medio Reno venne creato a partire dal XVI secolo in Germania, in Renania. Esso aveva sede nella città di Friedberg, dove si trovava la Ritterhaus che era posta in un edificio all'interno della cinta muraria del locale castello imperiale.
Il circolo venne chiuso col crollo del Sacro Romano Impero, la mediatizzazione degli stati principeschi e la soppressione infine dei circoli cavallereschi il 16 agosto 1806.

## Famiglie dei cavalieri imperiali del cantone del Medio Reno
- Baroni von Bartheld, von Andreae, Baroni von Heyles e von Bouchenröder[1]
- baroni von Bettendorf auf Niederwalluf
- baroni e conti zu Boineburg, 1662
- cavalieri von Botzheim (Selestatt)
- cavalieri von Bromhof a Eschborn
- cavalieri Chalon genannt von Gehlen
- baroni Clodt zu Ehrenberg (1668-1798), Landskron
- cavalieri Coudenhove
- cavalieri von Cronenberg
- conti von Degenfeld Schonburg
- baroni von Ebersberg
- baroni von Dalberg zu Dalberg genannt Kämmerer von Worms
- baroni von Dalberg zu Herrnsheim genannt Kämmerer von Worms
- baroni von Dalberg zu Hessloch genannt Kämmerer von Worms
- baroni von Dalberg zu Essingen genannt Kämmerer von Worms
- conti von Degenfeld Schomburg auf Eybach (1716)
- baroni von Dietrich
- baroni von Eckbrecht von Dürkheim
- conti von Eltz
- baroni von Erthal
- baroni von Esebeck zu Drachenbronn (Lembach)
- cavalieri von Faignies
- barone von Frankenstein[2] auf und zu Ockstadt
- baroni von Fürstenwärther auf Durchroth
- cavalieri Geyso zu Mansbach und Völkershausen (1658; Assia Kassel)
- conte von Hacke zu Willenstein
- baroni von Hallberg zu Heuchelheim
- conti von und zu Hoensbroeck
- baroni Vogt von Hunolstein zu Steinkallenfels
- baroni Vogt von und zu Hunolstein auf Staudenheim
- baroni von Hütten zum Stolzenberg
- baroni von Inhausen zu Jennelt und Ulrum (1698)
- baroni von Kerpen zu Rühlingen
- baroni von Mairhofen
- baroni von Mauchenheim zu Bechtolsheim auf Sontheim
- cavalieri von Nordeck zur Rabenau
- baroni von Quadt[3] zu Wickradt, (conti dal 1752)
- cavalieri Raitz von Frentz
- baroni von Reinbelt
- baroni Riaucourt zu Hillesheim
- baroni de Rohan Soubise
- cavalieri von Rosenbach
- baroni Schenken zu Schmidtburg in Dudeldorf (1658)
- baroni Schenken von und zu Waldenburg
- principi von Schwarzenberg per la signoria di Gimborn fino al 1782
- barone Specht von Bubenheim
- cavalieri von Stein zu Marbach
- baroni vom Stein zu Kallenfels
- baroni vom Stein zu Nassau
- conti von Stralenheim
- conti Waldbott von Bassenheim zu Ollbrück
- baroni von und  zu Waldenburg genannt Schenkern
- baroni von Waldkirch
- baroni Wallbrunn zu Gauersheim und Nieder Saulheim
- baroni Wambolt von und  zu Umstadt, Weitersweiler
- baroni von Wechmar
- cavalieri von Wetzel genannt von Carben (dal 1774)
- conti von Wieser
- cavalieri Zandt von Merl -1669